# Article 4 de la Constitution belge

L'article 4 traite des quatre régions linguistiques de Belgique :
- allemand (en bleu)
- français (en rouge)
- néerlandais (en jaune)
- bilingue français / néerlandais de Bruxelles-Capitale, en hachuré).

Pour un article plus général, voir Constitution de la Belgique.
Article 3 Article 5
L'article quatre de la Constitution de la Belgique fait partie du titre premier De la Belgique fédérale, de ses composantes et de son territoire. Il crée quatre régions linguistiques et définit la majorité spéciale et la législation sur l'usage des langues en Belgique.
Ces autres régions linguistiques sont :
- La Région de langue allemande de Belgique
- La Région de langue française de Belgique
- La Région de langue néerlandaise de Belgique
- La Région bilingue de Bruxelles-Capitale (français / néerlandais)

Elles ne sont pas à confondre avec les trois régions administratives de Belgique, traitées par l'article 3 de la Constitution belge, ni avec les trois communautés de Belgique, traitées par l'article 2 de la Constitution belge.
L'article 4 date de la première réforme de l'État du 24 décembre 1970 et était à l'origine — sous l'ancienne numérotation — l'article 3bis.

## Le texte
« La Belgique comprend quatre régions linguistiques : la région de langue française, la région de langue néerlandaise, la région bilingue de Bruxelles-Capitale et la région de langue allemande. »
« Chaque commune du Royaume fait partie d'une de ces régions linguistiques. »
« Les limites des quatre régions linguistiques ne peuvent être changées ou rectifiées que par une loi adoptée à la majorité des suffrages dans chaque groupe linguistique de chacune des Chambres, à la condition que la majorité des membres de chaque groupe se trouve réunie et pour autant que le total des votes positifs émis dans les deux groupes linguistiques atteigne les deux tiers des suffrages exprimés. »

## La majorité spéciale
La majorité décrite par l'article 4 alinéa 3 est appelée « majorité spéciale ». Les lois prises avec cette procédure sont appelées « lois spéciales ». La procédure de la loi spéciale est utilisée dans trente-cinq autres dispositions de la Constitution.
Une loi prise à la majorité spéciale doit remplir six conditions de majorités : 
- obtenir la majorité des suffrages exprimés au sein du groupe linguistique néerlandophone à la Chambre des représentants ;
- obtenir la majorité des suffrages exprimés au sein du groupe linguistique francophone à la Chambre des représentants ;
- obtenir les deux tiers des suffrages exprimés à la Chambre des représentants ;
- obtenir la majorité des suffrages exprimés au sein du groupe linguistique néerlandophone au Sénat ;
- obtenir la majorité des suffrages exprimés au sein du groupe linguistique francophone au Sénat, et
- obtenir les deux tiers des suffrages exprimés au Sénat.

Les sénateurs ne faisant partie d'aucun groupe linguistique, c'est-à-dire les sénateurs de droit et les sénateurs germanophones, voient leurs voix comptées pour la majorité des deux tiers mais logiquement pas pour les majorités au sein des groupes linguistiques.
Les abstentionnistes ne sont pas comptés pour atteindre les deux tiers mais bien pour atteindre les quorums.
Il y a un quadruple quorum : la majorité des députés néerlandophones, la majorité des députés francophones, la majorité des sénateurs néerlandophones et la majorité des sénateurs francophones doivent être présents.
Cette majorité n'est pas celle prévue pour réviser la Constitution (voir l'article 195).